# Plesiomma inflatum
Plesiomma inflatum är en tvåvingeart som beskrevs av Hull 1962. Plesiomma inflatum ingår i släktet Plesiomma och familjen rovflugor.
Artens utbredningsområde är Haiti. Inga underarter finns listade i Catalogue of Life.